# Dmitri Piterman
Dmitry Piterman (en ucraniano, Дмитрий Питерман; Odesa, 18 de diciembre de 1963) es un empresario, deportista retirado y dirigente deportivo estadounidense de origen ucraniano.
Conocido por comprar y presidir hasta cuatro clubes de fútbol distintos a su paso por España, uno de Primera División (Racing de Santander) y otro de Segunda (Deportivo Alavés), Piterman destacó en todos ellos por su intención de influir en el área técnica ejerciendo como presidente-entrenador.

## Biografía

### Inicios
Nació en Ucrania, pero desde los 12 años residió en los Estados Unidos después de que sus padres emigraran a California. Durante su juventud destacó como deportista, y consiguió una beca en la Universidad de California en Berkeley gracias a sus cualidades como atleta de triple salto. Piterman trató incluso de acudir a los Juegos Olímpicos de 1992, aunque no logró clasificarse en los trial para el equipo olímpico estadounidense. Por ello, abandonó su carrera deportiva para concentrarse en el mundo de los negocios como empresario inmobiliario.
En 1991, Piterman establece su residencia en España y se marcha a vivir a Gerona, y en 1999 compra un equipo de fútbol de esa provincia, el Tossa Sport, que jugaba en las divisiones regionales catalanas. Ese mismo año se hace con el control del Palamós CF, que por aquel entonces atravesaba graves problemas económicos después de que descendieran a Tercera División y su presidente abandonara la institución. La gestión de dicho club marcaría sus actuaciones en otros equipos, ya que como propietario quería ejercer de entrenador a pesar de no contar con el título correspondiente para ello. En 2001 contrata a Chuchi Cos, técnico involucrado en la mayor parte de sus proyectos, como entrenador del Palamós. Bajo su mandato, el equipo gerundense logró ascender a Segunda División B en 2002. En esos años, Piterman intenta comprar sin éxito la plaza del Club Deportivo Badajoz en Segunda División.

### Etapa en el Racing de Santander
En enero de 2003, Dmitry Piterman adquirió el 24% de las acciones del Racing de Santander, haciéndose así con el control de un equipo de la Primera División de España con permiso del resto de accionistas, y compaginó dicho cargo con la presidencia del Palamós. Sus deseos de querer ser entrenador en España a pesar de no contar con la licencia correspondiente para ello causaron una fuerte polémica en el seno de la Liga. La Federación Española de Fútbol le abrió un expediente al estar a pie de césped cerca del banquillo, algo que logró conseguir en anteriores ocasiones haciéndose pasar por utillero, fotógrafo y periodista acreditado. Por ello, volvió a delegar de nuevo en Chuchi Cos para que fuese entrenador, siempre bajo las órdenes técnicas y supervisión de Piterman.
En aquella temporada el equipo consigue salvarse del descenso, pero las relaciones entre Piterman con el resto de accionistas empeoraron debido a su carácter polémico. Al comienzo de la campaña 2003/04, el empresario Santiago Díaz logró hacerse de nuevo con el Racing gracias al apoyo del resto de accionistas, por lo que Piterman dejó de ejercer el control y más tarde se quedó sin representación accionarial. Así mismo, abandonó la presidencia del Palamós.
Después de su incursión en el Racing, Piterman logró hacerse con el control en octubre de 2003 del Balonmano Cantabria, un equipo de balonmano que atravesaba problemas financieros y luchaba por recuperar una posición dominante en la Liga ASOBAL. Su presencia en ese club no duró mucho, ya que en marzo de 2004 dimitió después de que los socios del club le presentaran una moción de censura al no poder solucionar las deudas que arrastraban los jugadores y cuerpo técnico.

### Etapa en el Alavés
En 2004 Piterman compra el Deportivo Alavés, por entonces en Segunda División, con la intención de lograr que el conjunto vasco recuperase una plaza en la máxima categoría. Con Chuchi Cos como técnico y una agresiva política de fichajes con contrataciones como Rodolfo Bodipo, Roberto Bonano, Lluís Carreras y Nené, los vitorianos terminan terceros y consiguen subir a Primera. Sin embargo, en la temporada 2005-2006 el Alavés llega a tener hasta tres técnicos distintos, debido a desavenencias del propietario con sus entrenadores y porque Chuchi Cos pasó a ejercer de director deportivo. Rafael Monfort se marchó a las pocas jornadas, mientras que Juan Carlos Oliva fue destituido, pese a llevar cinco partidos consecutivos sin perder, por negarse a acatar las órdenes técnicas del empresario estadounidense. Ese año, el equipo desciende a Segunda División.
Las relaciones entre los seguidores del Alavés, plantilla y las instituciones alavesas con Piterman empeoraron de forma notoria, cuando el presidente llamó "gentuza" a la plataforma Sentimiento Albiazul y amenazó con querellarse contra el Ayuntamiento de Vitoria. Durante ese tiempo, Dmitry anuncia la puesta en marcha para 2006 de un equipo en los Estados Unidos inspirado en el Deportivo Alavés, el California Victory, que jugaba en la United Soccer League. Dicho club existió hasta noviembre de 2007.
La situación entre jugadores y propietario llegó a un punto insostenible cuando llegó a amenazar físicamente a otro miembro de la plantilla, Lluís Carreras, en presencia de todo el vestuario. Carreras fue días después despedido de forma improcedente, algo por lo que Piterman fue condenado en los tribunales.
Tras varios problemas económicos en el seno del club y diversas condenas por impago de nóminas, en marzo de 2007 Piterman abandona el Alavés, después de que un grupo inversor le comprara el 51% de las acciones. Durante sus cuatro años de gestión, la deuda del equipo se multiplicó por 3 hasta los 23 millones de euros.
Tras este caso, Piterman volvió a estar involucrado en supuestos intereses para comprar otros clubes deportivos en apuros, aunque ninguna de esas informaciones llegó a prosperar. En 2008, el Juzgado de lo Mercantil de Vitoria decretó el embargo de todos los bienes que Piterman posee en España para hacer frente a más de 13 millones de euros en concepto del tiempo que el empresario ejerció como presidente del Alavés, y en abril de 2009 tuvo que devolver cerca de 120.000 euros después de que un juez estimara que Piterman cargó varios gastos por ese valor a las cuentas de la institución deportiva. En 2012, un Juzgado le condenó a indemnizar al Deportivo Alavés con 6,8 millones de euros.
En 2017, un Juzgado de Instrucción de Vitoria decretó una orden de arresto internacional contra Piterman.